# Delphacodes framarib
Delphacodes framarib är en insektsart som beskrevs av Asche och Adolf Remane 1983. Delphacodes framarib ingår i släktet Delphacodes och familjen sporrstritar. Inga underarter finns listade i Catalogue of Life.